# Сызранский нефтеперерабатывающий завод
АО «Сызранский нефтеперерабатывающий завод» — российский нефтеперерабатывающий завод топливного профиля. Входит в состав ПАО НК «Роснефть».
Штаб-квартира компании расположена в городе Сызрань, Самарской области.
В марте 1939 года, на XVIII съезде ВКП(б), было принято решение о создании нефтеперегонного завода в Сызрани мощностью
1 млн. тонн в год. Здесь и своё сырьё, и идеальные условия для транспортировки (крупная
водная артерия и железнодорожный узел). И уже в апреле 1939 года начались
подготовительные работы, а 13 мая утверждён генплан предприятия.
Завод введён в эксплуатацию в 1942 году.
В 1993 году завод был преобразован в акционерное общество открытого типа.
В соответствии с приказом Министерства природных ресурсов и экологии Российской Федерации от 18.04.2018 № 154 относится к объектам, оказывающим негативное воздействие на окружающую среду,  вклад которых в суммарные выбросы, сбросы загрязняющих веществ в Российской Федерации составляет не менее чем 60 процентов.

## Собственники и руководство
26 сентября 2016 года пост гендиректора Сызранского НПЗ занял Игорь Геннадьевич Кузьмин
10 мая 2007 года в ходе распродажи активов обанкротившегося ЮКОСа 100 % акций предприятия в составе Лота № 11 было продано ООО «Нефть-Актив», аффилированной с нефтяной компанией ПАО НК «Роснефть».

## Предприятие сегодня
Мощность НПЗ составляет 8,9 млн т. (65,1 млн барр.) нефти в год. Завод перерабатывает западносибирскую нефть (добываемую Юганскнефтегазом), а также нефть, добываемую Компанией в Самарской области (Самаранефтегаз). Вторичные перерабатывающие мощности завода включают установки каталитического риформинга, гидроочистки топлив, каталитического и 
термического крекинга, изомеризации, битумную и газофракционную 
установки. Завод выпускает широкую номенклатуру нефтепродуктов, включая 
высококачественное моторное топливо, авиакеросин, битум.
В 2015 году завод полностью перешёл на выпуск товарной продукции экологического стандарта Евро-5.
Продолжается строительство комплекса каталитического крекинга (FCC), пуск которого позволит предприятию увеличить глубину переработки до 77,5 %.
Строительство 
Сызранского НПЗ началось до Великой Отечественной войны, а первая партия нефтепродуктов была произведена в 1942 году. В начале 1970-х годов мощности завода были расширены и модернизированы: мощность по первичной 
переработке нефти выросла на 40%, мощности по гидроочистке и 
производству битума увеличились более чем на 70 %.
В 2013 г. на Сызранском НПЗ было переработано 6,88 млн т. нефти, что на
3 % больше, чем в 2012 г., и произведено 6,55 млн т. товарной продукции.
Глубина переработки составила 67,23 %. Освоен выпуск бензина и дизельного
топлива класса «Евро-5».
В 2024 году, завод был атакован БпЛА Украины и временно приостановил свою работу (с чем некоторые не согласны) .
В 2025 году завод повторно был атаковал БпЛА Украины.

#### Основные показатели работы Сызранского НПЗ
|                                  | 2011  | 2012  | 2013   |
| -------------------------------- | ----- | ----- | ------ |
|                                  |       |       |        |
| Объём переработки, млн.т.        | 6,56  | 6,67  | 6,88   |
| Глубина переработки, %           | 65,0% | 68,9% | 67,23% |
| Выпуск нефтепродуктов, млн. т.   | 6,22  | 6,32  | 6,5    |
|                                  |       |       |        |
| В том числе                      |       |       |        |
| Бензин (в том числе прямогонный) | 1,19  | 1,22  | 1,21   |
| Дизельное топливо                | 2,14  | 1,93  | 1,74   |
| Керосин                          | 2,19  | 1,98  | 2,17   |

## Деятельность
Основным видом деятельности является переработка давальческой нефти.